# Physcomitrium sumatranum
Physcomitrium sumatranum är en bladmossart som beskrevs av Julius Baumgartner och J. Fröhlich 1953. Physcomitrium sumatranum ingår i släktet huvmossor, och familjen Funariaceae. Inga underarter finns listade i Catalogue of Life.